# Kevin Behrens
Kevin Behrens (Bremen, 3 de febrero de 1991) es un futbolista alemán que juega en la demarcación de delantero para el F. C. Lugano de la Superliga de Suiza.

## Selección nacional
Hizo su debut con la selección de fútbol de Alemania el 12 de octubre de 2023 en un partido amistoso contra México que finalizó con un resultado de empate a dos tras los goles de Antonio Rüdiger y Niclas Füllkrug para Alemania, y de Uriel Antuna y Érick Sánchez para México.

## Clubes
| Club               | País     | Año       | Partidos | Goles |
| ------------------ | -------- | --------- | -------- | ----- |
| Werder Bremen III  | Alemania | 2010-2011 | 24       | 10    |
| SV Wilhelmshaven   | Alemania | 2011-2012 | 26       | 9     |
| Hannover 96 II     | Alemania | 2012-2014 | 40       | 17    |
| Alemannia Aachen   | Alemania | 2014-2015 | 28       | 8     |
| Rot-Weiss Essen    | Alemania | 2015-2016 | 9        | 3     |
| 1. FC Saarbrücken  | Alemania | 2016-2018 | 80       | 36    |
| SV Sandhausen      | Alemania | 2018-2021 | 98       | 31    |
| 1. FC Union Berlin | Alemania | 2021-2024 | 104      | 20    |
| VfL Wolfsburgo     | Alemania | 2024-2025 | 32       | 2     |
| F. C. Lugano       | Suiza    | 2025-     |          |       |

## Controversias
En octubre de 2024, el jugador se negó a firmar una camiseta especial del equipo con los colores del arcoíris, diciendo: "No voy a firmar esta mierda gay", lo cual generó gran polémica. Kevin terminó disculpándose.